# Lützelsoon

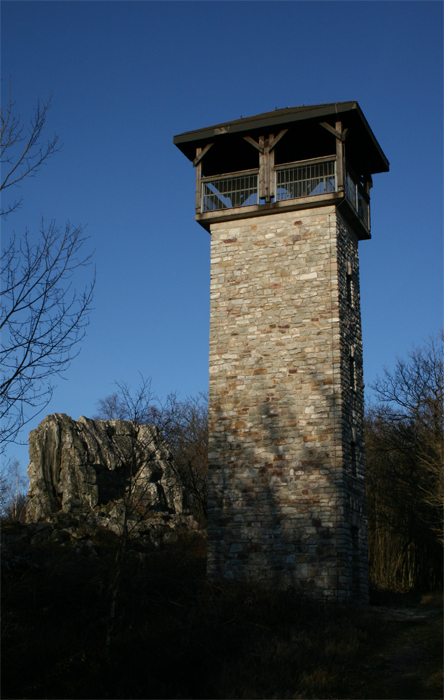
Aussichtsturm Teufelsfels, genannt Langer Heinrich

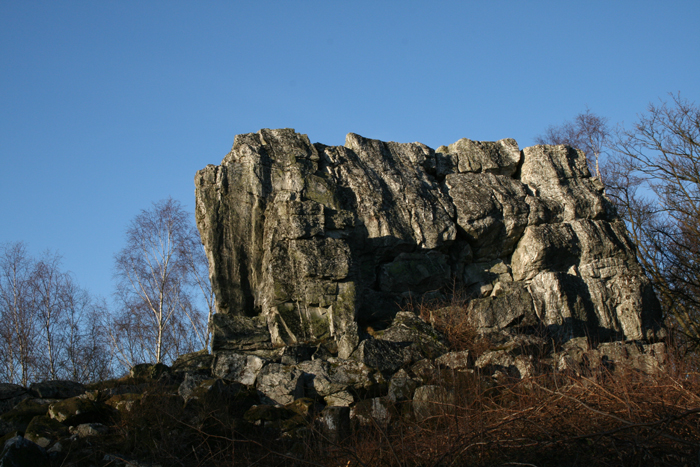
Der Teufelsfels

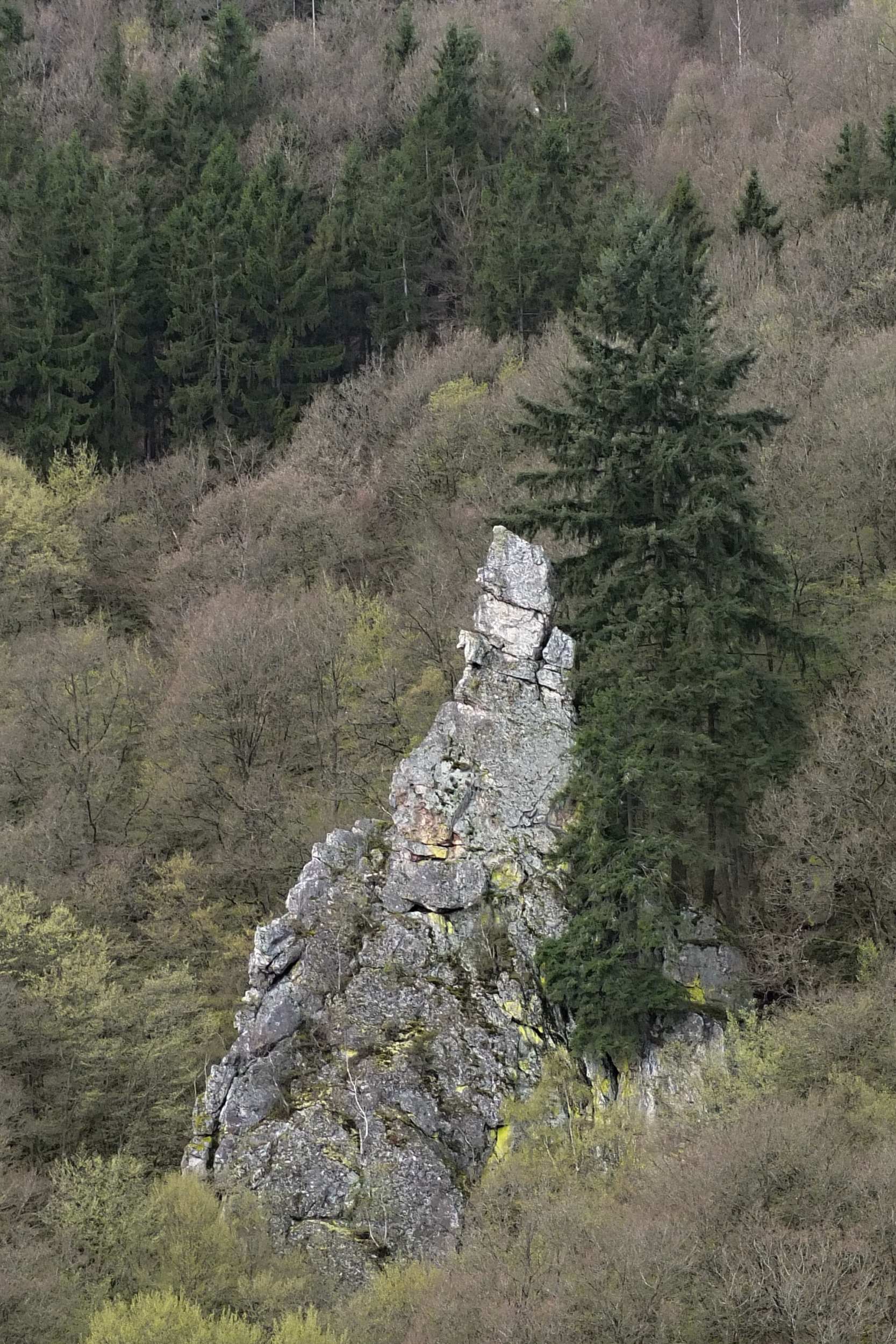
Der Langenstein oberhalb des Kellenbachtals

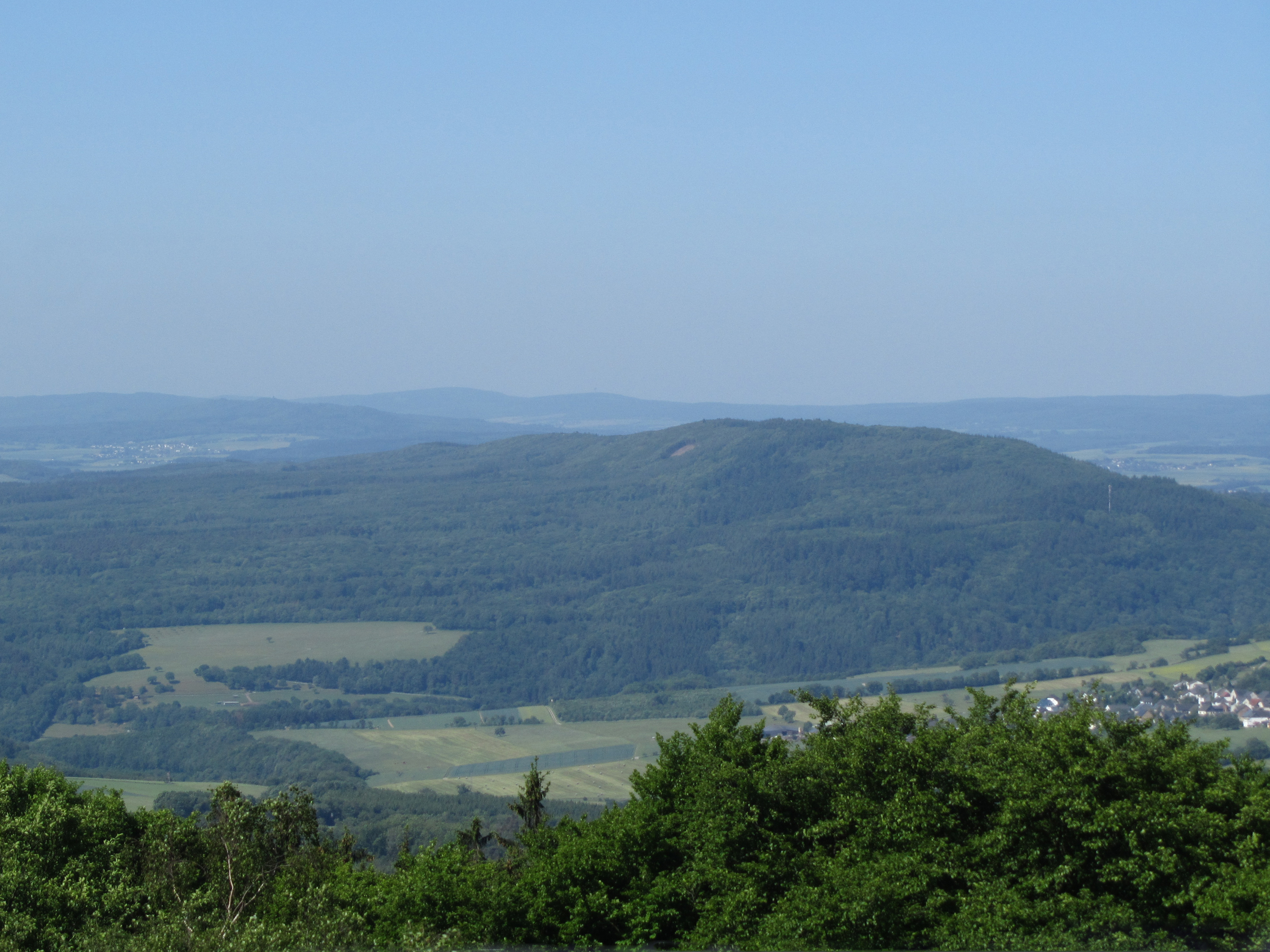
Blick von der Alteburg zum Lützelsoon

Der Lützelsoon (auch Kleiner Soon genannt) ist ein bis 599,1 m ü. NHN hoher Teil des Mittelgebirges Hunsrück bei Hennweiler an der Grenze der rheinland-pfälzischen Landkreise Landkreis Bad Kreuznach und Rhein-Hunsrück-Kreis. Im Hunsrück-Teil Soonwald bildet er den Naturraum Lützelsoon.
Sein Gebirgskamm weist mehrere größere Quarzformationen auf − wie der Teufelsfels mit Aussichtsturm, die Blicken- und die Katzensteine. Höchste Erhebung ist die Womrather Höhe.

## Geographie

### Lage
Der Lützelsoon liegt im Naturpark Soonwald-Nahe rund 7,5 km (Luftlinie) nördlich der Kernstadt von Kirn. Als südwestlich vom Hauptteil des Soonwaldes gelegener Gebirgszug erstreckt er sich nördlich von Hennweiler zwischen den Tälern des Kellenbachs (Unterlaufs des Simmerbachs) im Osten und Nordosten und Hahnenbachs im Westen und Südwesten; nördlich und südlich grenzen Hochplateaus des Hunsrücks an.

### Naturräumliche Zuordnung
Der Höhenzug stellt in der naturräumlichen Haupteinheitengruppe Hunsrück (Nr. 24), in der Haupteinheit Soonwald (240) und in der Untereinheit Lützelsoon und Hahnenbachdurchbruch (240.2) den Naturraum Lützelsoon (240.20) dar. Die Landschaft fällt Südwesten in den Naturraum Hahnenbachdurchbruch (240.21) ab und nach Osten und Nordosten in den zur Untereinheit Großer Soon (240.1) gehörenden Naturraum Simmerbachdurchbruch (240.12). Nach Norden fällt sie in den zur Untereinheit Simmerner Hochmulde (241.0) zählenden Naturraum Untere Simmerner Mulde (241.01) ab und nach Westen in den Naturraum Idar-Soon-Pforte (241.1), die beide Teil der Haupteinheit Simmerner Mulde (241) sind. Nach Süden fällt die Landschaft in die Untereinheit Hennweiler Hochfläche (195.1) ab, einem Teil der zur Haupteinheitengruppe Saar-Nahe-Bergland (19) gehörenden Haupteinheit Soonwaldvorstufe (195).

### Berge
Zu den Bergen, Erhebungen und Felsen des Lützelsoon gehören – sortiert nach Höhe in Meter (m) über Normalhöhennull (NHN):
- Womrather Höhe (599,1 m), zwischen Schneppenbach und Königsau, mit:
  - Teufelsfels (569,0 m), Felsen (ND), südwestlich der Womrather Höhe; mit Aussichtsturm
  - Blickenstein (bei ca. 575 m), Felsen (ND), östlich der Womrather Höhe
  - Katzenstein (nahe der Höhenangabe: 555,2 m), Felsen (ND), nordöstlich der Womrather Höhe
- Kochemeberg (502,3 m), bei Bruschied, mit:
  - Wehlenstein, Felsen (ND), 180 m südwestlich des Kochemeberggipfels

### Ortschaften
Im und um den Lützelsoon liegen mehrere kleine Ortschaften:
- Schlierschied – am Nordrand
- Woppenroth – am Nordwestrand
- Schneppenbach und Bruschied – am Westrand
- Kellenbach und Königsau – im Osten
- Hennweiler und Hahnenbach – am Südwestrand
- Heinzenberg – am Südostrand
- Oberhausen – am Südrand

Weitere Ortschaften in naher Umgebung sind:
- Kirn (alte Lederstadt)
- Idar-Oberstein (bekannt als Edelsteinstadt)
- Kirchberg

## Schutzgebiete
Auf dem Lützelsoon liegen Teile des Landschaftsschutzgebiets Soonwald (CDDA-Nr. 324698; 1980; 272,001 km²). An seine Flanken stoßen solche des Fauna-Flora-Habitat-Gebiets Obere Nahe (FFH-Nr. 6309-301; 56,27 km²). Etwa 1000 m südsüdöstlich des Teufelsfels befindet sich das Naturschutzgebiet Hirtenwiese im Lützelsoon (CDDA-Nr. 81877; 1960 ausgewiesen; 0,85 ha groß).

## Touristisches

### Teufelsfels mit Aussichtsturm
Der Teufelsfels (569 m), auf dem Lützelsoon-Kamm, ist der größte und mit Sicherheit auch einer der interessantesten der vier großen Quarzithärtlinge und ist als Naturdenkmal ausgewiesen. Er befindet sich zwischen den Ortschaften Schneppenbach, Bruschied und Hennweiler. Noch bis in die 1960er Jahre konnte der Fels mit einer verankerten Eisenleiter bestiegen werden. Infolge der Verwitterung des Steines war dies ab 1975 nicht mehr möglich, und die Ortsgemeinde Hennweiler erwog den Bau eines Aussichtsturmes:
Die Realisierung des Steinturmes erfolgte in den Jahren 1984/85 auf Initiative des Ortsbürgermeisters Heinrich Heimfahrt. Deshalb wird der Aussichtsturm Teufelsfels im Volksmund „Langer Heinrich“ genannt. Der Turm ist 14 m hoch und steht auf 568 m Höhe. Auf seine überdachte Aussichtsplattform auf 10,8 m Turmhöhe führt eine Betontreppe mit 54 Stufen. Von dort bietet sich der Blick über den Hunsrück mit dem Lützelsoon, über die dicht bewaldeten Höhen des Idar-, Hoch- und Soonwaldes bis zum Donnersberg im Nordpfälzer Bergland.

### Sonstiges
Der zumeist naturbelassen bewaldete Lützelsoon hat touristisch vor allem für Wanderer, Radfahrer, aber auch Burgen-, Naturschutz- oder Geologie-Interessierte einiges zu bieten. Beliebte Wanderziele sind die Aussichtspunkte Blickenstein, Katzenstein sowie der vorgenannte Teufelsfels mit Aussichtsturm.
Der für die Bedachung und Verzierung der Häuser der Region so typische Schiefer ist verantwortlich für die interessanten Quarzitfelsen, die aus dem weichen Schiefer auf dem Kamm des Lützelsoon und Soonwaldes in Tausenden von Jahren „herauswuchsen“. In der Besuchergrube Herrenberg bei Bundenbach werden Führungen angeboten. Auf Schloss Wartenstein sind Fossilien im Fossilienmuseum zu bewundern.
Sehenswerte Burgen und Schlösser in der Umgebung des Lützelsoon sind die Burgruine Schmidtburg, das Schloss Wartenstein, die Kyrburg in Kirn, Schloss Dhaun, Schloss Gemünden sowie die keltische Burganlage Altburg.
Der Europäische Fernwanderweg E3 und der Soonwaldsteig durchlaufen den Lützelsoon in Südwest-Nordost-Richtung. Quer dazu ist der Keltenweg Nahe–Mosel angelegt. Durch den westlichen Teil verläuft die Lützelsoon-Radroute (Lützelsoon-Radweg) von Kirchberg nach Kirn. Rings um den Lützelsoon führen mehrere Routen der Hunsrück Schiefer- und Burgenstraße.